# 埃米特縣 (密西根州)
埃米特县（英語：Emmet County）是美國密西根州上半島北部的一個縣，西臨密西根湖，東臨麥基諾水道。面積2,285平方公里。根據美國2000年人口普查，共有人口31,437人。縣治佩托斯基。
成立於1840年4月1日，原名Tonedagana縣，1843年3月8日改名，縣政府成立於1853年1月29日。縣名紀念愛爾蘭愛國志士羅伯特·埃米特。。